# Rock My Heart
Rock My Heart is een nummer van de Trinidadaans-Duitse artiest Haddaway uit 1994. Het is de vierde en laatste single van zijn debuutalbum The Album.
"Rock My Heart" is een vrolijk, uptempo eurodancenummer. De plaat leverde Haddaway een bescheiden hit op in West-Europa. Zo bereikte het de 10e positie in Duitsland. In de Nederlandse Top 40 bereikte de plaat de 12e positie, terwijl het in de Vlaamse Radio 2 Top 30 nog succesvoller was met een 5e positie.

## Tracklijst
- 7"
  1. "Rock My Heart" (radiomix) – 3:57
  2. "Rock My Heart" (albummix) – 4:16
- 12"
  1. "Rock My Heart" (extended mix) – 5:58
  2. "Rock My Heart" (radiomix) – 4:08
  3. "Rock My Heart" (Celebration mix) – 5:48
  4. "Rock My Heart" (Trime'N Delgado club mix) – 5:43
- Cd-single
  1. "Rock My Heart" (radiomix) – 3:57
  2. "Rock My Heart" (extended mix) – 5:55